# مطبخ أسترالي
تأثر المطبخ الأسترالي بتقاليد الشعوب التي استوطنت البلاد وكان للمطبخ البريطاني التأثير الأكبر كونهم أول من استوطن الجزيرة. وتوسع المطبخ في القرنين التاسع عشر والعشرين ليتأثر بالمطبخ الأسيوي والمتوسطي بسبب توافد شعوبه التي هاجرت إلى أستراليا.

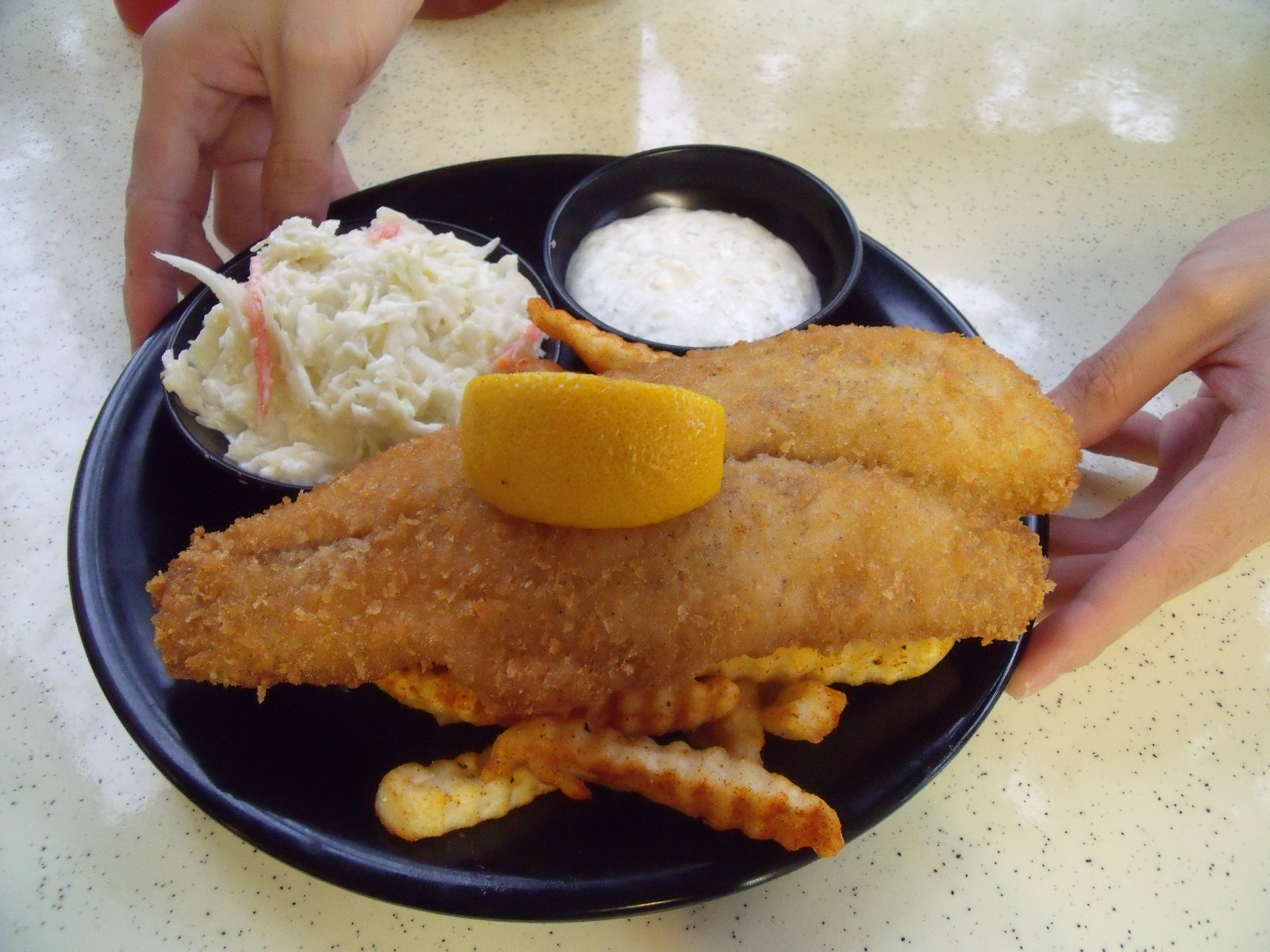
السمك مع البطاطا المقلية

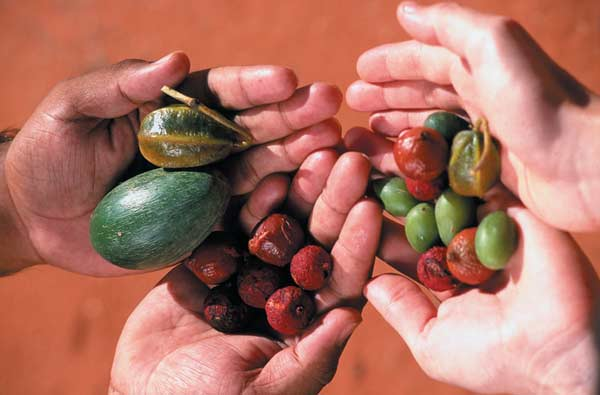
بعض الاطعمة المتعلفة للسكان الاصليين

أما في يومنا هذا، وبسبب تنوع شعوب المهاجرة الجديدة، أصبح المطبخ الأسترالي مطبخا معولما. فتجد الطعام العضوي والبيولوجي الحيوي والحلال الكشروت. وهناك ما يعرف بالمطاعم الأسترالية الحديثة والتي تقدم مزيج معاصر متأثر بأطعمة الثقافات المتعددة المتواجدة في أستراليا. كما انتشرت سلسلة المطاعم السريعة في كل أنحاء البلاد. وما يزال التأثير البريطاني هو الغالب في الطبخ المنزلي وفي المطاعم وبخاصة الفطائر والسمك ورقائق البطاطا المقلية.
على أثر تنامي المطاعم ذات النمط الأسترالي، انبثقت حركة مطبخ الأستراليين الأصليين والتي استخدمت أنواع من التوابل المستخرجة من نباتات أسترالية في تقديم مأكل الذواقة الفاخرة مع أنها تتعارض مع التقاليد الأصلية التي تعتمد على الأطعمة المتعلفة لسكان البلاد الأصليين.